# Za dziesięć minut północ
Za dziesięć minut północ (ang. 10 to Midnight) – amerykański dramat kryminalny z 1983 roku w reżyserii J. Lee Thompsona. Zdjęcia kręcono w Los Angeles.

## Fabuła
Warren Stacy to młody konserwator urządzeń biurowych. Na co dzień nie wyróżnia się niczym szczególnym, jest spokojny i uprzejmy. Ma jednak drugie oblicze – to psychopata i morderca kobiet. Jest przebiegły – zawsze stara się zapewnić sobie alibi, a aby nie pozostawić na miejscu zbrodni śladów – morduje nago i w gumowych rękawiczkach. Śledztwo w sprawie tych morderstw prowadzą detektywi: Leo Kessler i Paul McAnn. Starszy z nich – Kessler, to doświadczony policjant, który domyśla się kto jest mordercą. Nie może jednak niczego udowodnić przebiegłemu Stacy'emu. Kiedy zabójca zaczyna się interesować córką Kesslera – Laurie, policjant postanawia doprowadzić do skazania podejrzewanego Stacy'ego za wszelką cenę i podrzuca obciążające go dowody. Jednak pod wpływem swojego partnera Paula i za sprawą działań adwokata Stacy'ego, na rozprawie sądowej przyznaje się do oszustwa. Stacy zostaje uniewinniony. Kessler nie daje za wygraną i śledzi każdy krok zabójcy. Ten, pewnego wieczoru sprytnie się mu wymyka i dostaje się do mieszkania Laurie i jej koleżanek. Z zimną krwią morduje trzy kobiety, jednak samej Laurie po nierównej walce z udaje się uciec. Gdy Stacy goni ją nago ulicą, nadjeżdża Kessler i zaalarmowana policja. Stacy zdaje się tryumfować – gdy Kessler mierzy do niego z rewolweru, zabójca krzyczy, że policjant musi go aresztować i nikt mu nic nie zrobi bo jest niepoczytalny, śmieje się z Kesslera. Ten pociąga za spust, a Stacy pada martwy z dziurą w głowie.

## Główne role
- Charles Bronson – Leo Kessler
- Lisa Eilbacher – Laurie Kessler
- Gene Davis – Warren Stacy
- Andrew Stevens – Paul McAnn
- Geoffrey Lewis – Dave Dante, adwokat Stacy'ego
- Wilford Brimley – kpt. Malone
- Paul McCallum – technik w laboratorium policyjnym